# Hannah Mather Crocker
Hannah Crocker (27 juin 1752, Boston – 11 juillet 1829, Roxbury, Massachusetts) est une essayiste américaine, une des premières militantes pour les droits des femmes aux États-Unis, une des premières femmes franc-maçonnes, et une espionne pendant la révolution américaine.
Elle naît dans la famille Mather à Boston, une famille très établie avec un long historique d'activisme puritain. En 1818, elle écrit le livre Observations on the Real Rights of Women, dans lequel elle affirme que l'éducation des femmes est cruciale pour l'amélioration de leur statut social. Ce texte inclut une défense de Mary Wollstonecraft, vue comme libertine par la société de Boston. Ce livre est le premier ouvrage publié par un auteur américain sur les droits des femmes.

## Biographie
Hannah Mather naît le 27 juin 1752 dans le Nord de Boston. Ses parents sont Samuel Mather, un pasteur, et Hannah Hutchinson. L'arrière-arrière-grand-père de Hannah Mather Crocker était Richard Mather, qui a fondé la dynastie Mather. Le fils le plus célèbre de Richard Mather était Increase Mather, qui a eu un rôle important dans l'aggravation des procès pour sorcellerie de Salem. Son propre fils, Cotton Maher, y a aussi participé, mais est plus connu pour avoir effectué des recherches qui mèneront plus tard à l'invention du vaccin (son fils Samuel étant le père de Hannah). Elle a un frère, Thomas Hutchinson, gouverneur de Boston.
Le père de Hannah Mather est convaincu qu'il est important d'éduquer les femmes, et elle grandit dans un environnement très religieux, avec une éducation poussée et un intérêt clair pour les droits des femmes dès son jeune âge.
Dans Reminiscences and Traditions of Boston, elle raconte avoir espionné pour le compte des Américains pendant son adolescence, au tout début de la révolution américaine.
En 1779, elle épouse Joseph Crocker. Il a étudié à Harvard et été capitaine pendant la guerre. Il est lui aussi militant pour le droit des femmes : il écrit un essai, North Square Creed, dans lequel il exprime ses convictions que les femmes doivent pouvoir choisir leur mari. Entre 1780 et 1795, le couple a dix enfants, elle écrit beaucoup d'essais et de poèmes. 
Elle s'implique dans la franc-maçonnerie, et fonde une loge dédiée au développement personnel des femmes dans le respect des valeurs maçonniques, qu'elle appelle la Loge St Anne,.
En 1812, elle fonde la School of Industry pour aider les filles venant de milieux difficiles à apprendre un métier et à devenir financièrement indépendantes.
Elle meurt le 11 juillet 1829.